# Eriborus erythrogaster
Eriborus erythrogaster är en stekelart som först beskrevs av William Harris Ashmead 1896.  Eriborus erythrogaster ingår i släktet Eriborus och familjen brokparasitsteklar. Inga underarter finns listade i Catalogue of Life.